# Аманак
Амана́к (устар. Амонак, в верховье — Средний Аманак) — река, правый приток Большого Кинеля, протекает по Похвистневскому району Самарской области в России. Длина реки составляет 35 км, площадь водосборного бассейна — 408 км².

## Этимология
Возможно, происхождение названия связано с монгольским термином ом — «долина, ущелье» и бурятским аман — «устье реки».

## Описание
Начинается на Кинельских ярах Бугульминско-Белебеевской возвышенности в 2 км севернее села Новое Мансуркино, на высоте примерно 244 м над уровнем моря. Устье реки находится в 203 км от устья по правому берегу реки Большой Кинель на высоте 55 м над уровнем моря, около западной окраины села Нижнеаверкино.

### Притоки
(указано расстояние от устья)
- 8,4 км: Мурава (пр);
- 11 км: Муракла (лв);
- 19 км: Нижний Аманак (лв)[4].

## Данные водного реестра
По данным государственного водного реестра России относится к Нижневолжскому бассейновому округу, водохозяйственный участок реки — Большой Кинель от истока и до устья, без реки Кутулук от истока до Кутулукского гидроузла, речной подбассейн отсутствует. Речной бассейн реки — Волга от верхнего Куйбышевского водохранилища до впадения в Каспий.
Код объекта в государственном водном реестре — 11010000812112100008166.